# Burleson
Pour le comté du même nom situé dans le même État, voir Comté de Burleson.
La ville de Burleson est située dans les comtés de Johnson et Tarrant, dans l’État du Texas, aux États-Unis. Sa population s’élevait à 36 690 habitants lors du recensement de 2010, estimée à 45 016 habitants en 2016.

## Source
- (en) Cet article est partiellement ou en totalité issu de l’article de Wikipédia en anglais intitulé « Burleson, Texas » (voir la liste des auteurs).